# ساندفيكن
ساندفيكن هي منطقة محلية ومقر بلدية ساندفيكن في مقاطعة جافلبورغ، السويد، ويبلغ عدد سكانها 39234 نسمة في عام 2019. تقع على بعد حوالي 25 كم غرب جافله وتقع على بعد حوالي 190 كم شمال ستوكهولم. تستغرق الرحلة بالقطار إلى ستوكهولم حوالي ساعتين وإلى أرلاندا، المطار الدولي الرئيسي في السويد، لا تستغرق أكثر من ساعة ونصف.